# Xevtxenko (Saràtov)
|  | Per a altres significats, vegeu «Xevtxenko». |

Xevtxenko (en rus: Шевченко) és un poble (un possiólok) de l'óblast de Saràtov, a Rússia, segons el cens del 2019 tenia 194 habitants. Pertany al districte municipal d'Engels.